# Sanson (cimentera)

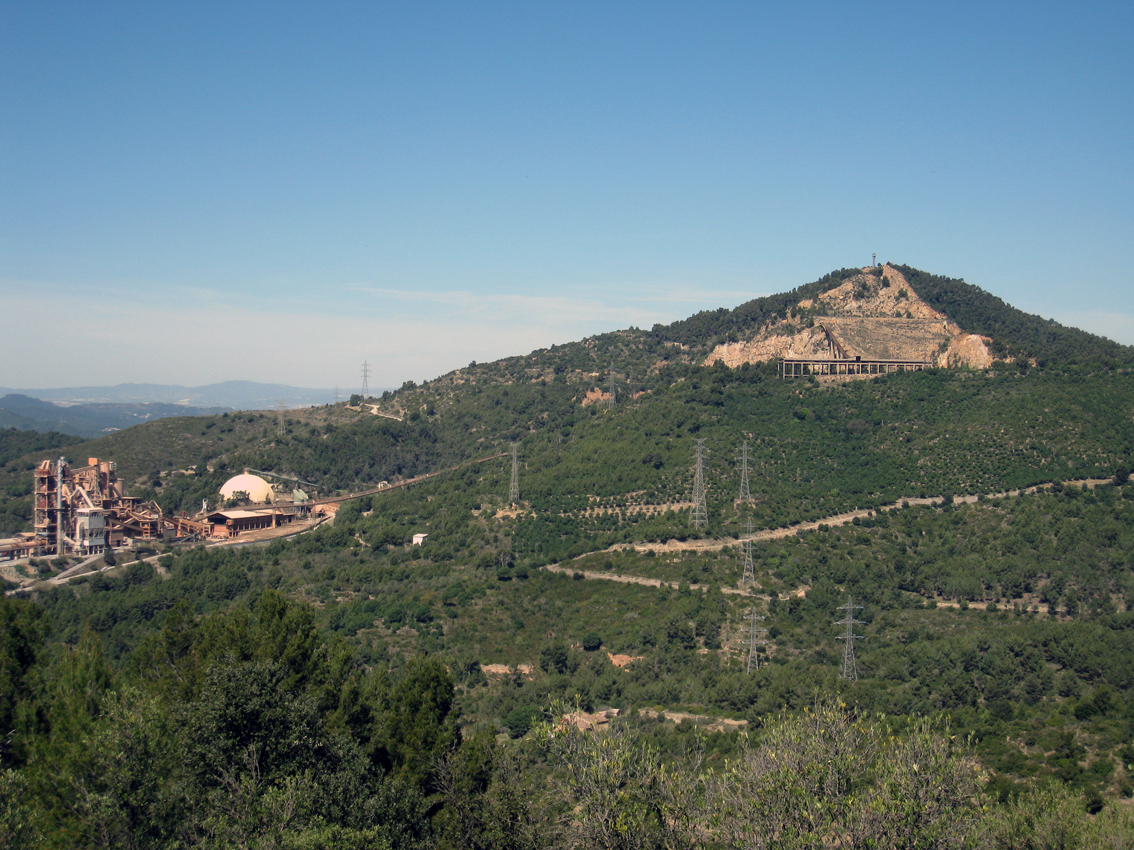

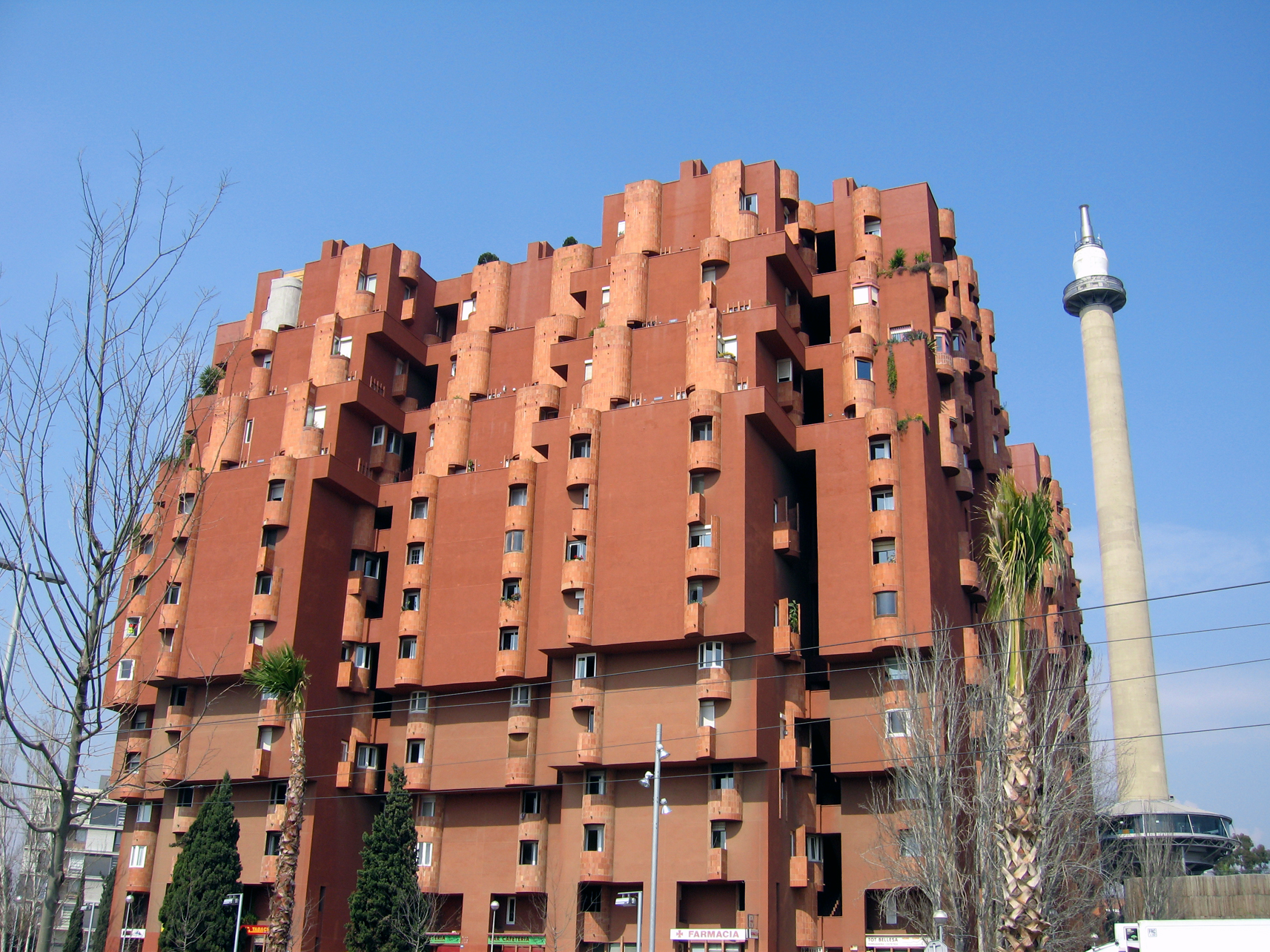

Sanson, situada a Sant Vicenç dels Horts, va ser una de les principals cimenteres de Catalunya al segle xx. Fundada a principis del segle xx, va contribuir significativament al desenvolupament industrial i arquitectònic del país. Amb un disseny innovador per a l’època, esdevingué un referent en el sector del ciment fins al seu tancament. Actualment, l'espai s'ha transformat en un taller d'arquitectura i patrimoni, simbolitzant la reutilització d'espais industrials històrics.

## Història
La societat La Auxiliar de la Construcción, SA es va constituir el 1917 per dedicar-se a l'explotació de ciment amb la marca comercial Sanson. Inicialment, el material per a la fabricació del ciment s'extreia de la pedrera de Sant Feliu de Llobregat, a tocar del puig de Santa Creu d'Olorda, i el transportaven amb una cinta transportadora fins a les instal·lacions de Sant Just Desvern on hi havia la fàbrica per processar i transformar la pedra en ciment. L'any 1968, i després de gairebé 50 anys de funcionament, les protestes veïnals de Sant Just provocaren que la fàbrica transformadora es desplacés a Sant Feliu, al costat de la pedrera, on va estar en funcionament fins al 2006, any en què es va clausurar. Durant aquell període hi va haver una colònia obrera Arxivat 2021-04-12 a Wayback Machine. que en algun període va estar habitada per prop de dues-centes persones. L'edifici de la fàbrica continua en peu (2011) i es pot veure sota el cim de Santa Creu d'Olorda. El futur de l'edificació (demolició, conservació com a element del patrimoni industrial o reconversió en espai per a nous usos) divideix la població santfeliuenca.
Als espais de Sant Just on hi havia la fàbrica es construí (1972-1975) l'edifici Walden 7 i el taller d'arquitectura de Ricard Bofill on es conserva la xemeneia de les antigues instal·lacions.